# Poço artesiano

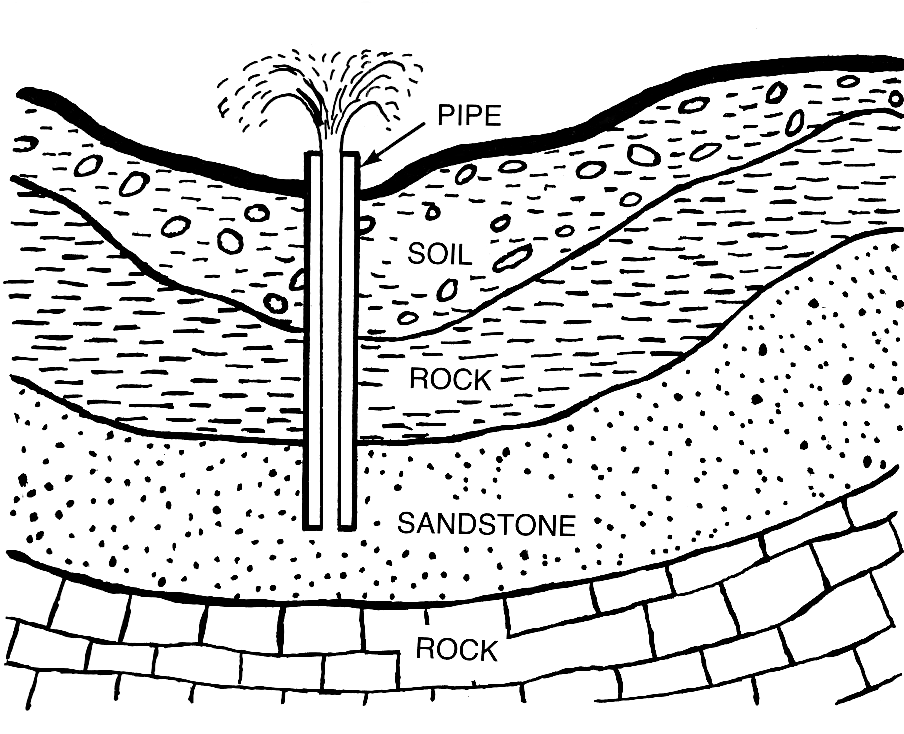
Esquema de um poço artesiano

Um poço artesiano é uma categoria de poço tubular, cujas águas subterrâneas fluem espontaneamente para a superfície, devido à diferença de pressão entre da zona saturada do fundo do poço perfurado e a altura do nível freático na zona de recarga.
Geralmente são abertos em um aquífero confinado entre dois aquicludes, com o intuito de aproveitar a pressão da água, suficiente para promover a sua subida para a superfície. Assim, não há a necessidade de bombeamentomecânico, necessitando apenas de instalação de equipamentos para controlar a saída da água. 
A sua profundidade é maior que a de um poço convencional e, muitas vezes, suas águas têm uma pureza microbiológica maior e com mais sais minerais. Em sua utilização normal para uso residencial, as águas são captadas através de canos.
Considerada uma obra de engenharia projetada e construída para a exploração de águas subterrâneas, a perfuração pode atingir as profundidades mais variadas, de 60 a mais de 1.000 metros, sendo o poço total ou parcialmente revestido, conforme as condições geológicas.

## História
Há relatos de que os primeiros poços foram perfurados por habitantes da China medieval, indicando que já naquela época se escavavam poços para obtenção de água.

## Etimologia
Há registos que indicam que o nome de poço artesiano se deu quando os habitantes da cidade grega de Artesã perfuraram um poço para captação de água e este jorrou sozinho, sem necessidade de usar baldes e cordas. Então, todo poço após esta data que jorra água sozinho leva o nome ou é chamado de poço artesiano. Isto acontece porque a zona de recarga do aquífero está acima do local onde se perfura o poço. Então, em qualquer escavação neste local, o nível da água terá de passar o da superfície.
Uma outra explicação ao nome do poço se baseia na crença de que o primeiro poço deste tipo foi perfurado no condado de Artois, França no século XII.

## Legislação
A perfuração de poços tubulares profundos precisa obedecer à legislação, especialmente a Lei 9.433 de 8 de janeiro de 1997, que institui a Política Nacional de Recursos Hídricos e a Lei 9.605 de 12 de fevereiro de 1998, que dispõe sobre as sanções penais e administrativas derivadas de condutas e atividades lesivas ao meio ambiente. Também precisa obedecer as seguintes normas da Associação Brasileira de Normas Técnicas (ABNT): 12212, que estabelece os requisitos para a elaboração de projeto de poço para captação de água subterrânea, e 12244, que estabelece os requisitos para a construção de poço para captação de água subterrânea, ou seja, os procedimentos técnicos para uma extração de água segura, eficiente e sustentável.
Pela legislação sobre poços tubulares profundos, pode ser necessário obter documentos como uma licença ambiental ou autorização de perfuração, bem como uma outorga de uso da água, concedidos por órgãos estaduais competentes.
Poços clandestinos, que não obedecem à legislação, podem ser tanto denunciados quanto descobertos pelos órgãos competentes, e sujeitos a consequências penais.

## Outorga de uso
De acordo com os fundamentos da Lei 9.433 de 8 de janeiro de 1997, "a água é um bem de domínio público", sejam as águas superficiais ou subterrâneas, portanto toda pessoa física ou jurídica tem direito ao acesso e utilização, cabendo ao Poder Público a sua administração e controle. Ou seja, para utilizar a água de um poço artesiano, é preciso pedir autorização (no caso, a outorga) para o órgão estadual competente que regula esse acesso.

## Análise físico-química e bacteriológica da água
Embora a água de poços tubulares profundos costume ter boa qualidade, é muito importante realizar uma análise físico-química e bacteriológica antes de consumi-la. Isso vai mostrar se a água é segura para consumo humano e dessedentação animal, ou seja, se é considerada potável e livre de contaminantes e bactérias ou se precisa de tratamento. Vale observar que, em cumprimento à Portaria de Consolidação N.º 5 do Ministério da Saúde, é necessário tratar a água com o teor mínimo de cloro residual livre de 0,5 mg/L para ela ser considerada potável, sendo obrigatória a manutenção de, no mínimo, 0,2 mg/L em qualquer ponto da rede de distribuição (torneiras, chuveiros, bebedouros etc.).

## Manutenção de poços artesianos
Poços tubulares profundos precisam de manutenção regular, idealmente a cada um ou dois anos. Se for antigo, é necessário verificar seus materiais com mais frequência. Normalmente, é realizada uma limpeza do poço, bem como a retirada do conjunto de bombeamento submersível (bomba submersa) para checá-lo. Se o equipamento estiver danificado, pode ser preciso substituí-lo ou consertá-lo, de acordo com as especificações de operação do poço.

## Limpeza
Esse trabalho consiste em recuperar as características operacionais e originais dos poços artesianos quando ocorre o depósito de matérias sólidas no fundo, assoreamento de fraturas, filtros, turbidez na água bombeada etc. Na execução desse serviço, deve ser feita uma análise detalhada do estado de conservação dos equipamentos instalados. Para fazer a limpeza podem ser usados equipamentos com alto poder de bombeamento, ou um caminhão pipa, introduzindo uma mangueira e injetando água com alta pressão.

## Poço semiartesiano
O poço semiartesiano é um poço tubular profundo cuja pressão da água não é suficiente para a sua subida à superfície, necessitando de instalação de conjunto de bombeamento e tubulação para efetuar o bombeamento da água.